# مینی‌نوا
مینی‌نوا (به انگلیسی: Mininova) وب‌گاهی است که خدمات دریافت از تورنت ارائه می‌دهد. مینی‌نوا در گذشته یکی از بزرگترین پایگاه‌های حاوی اقلام دارای حق تکثیر بود ولی در نوامبر ۲۰۰۹ در پی اقدامات قانونی در دادگاه‌های هلند، گردانندگان وب‌گاه همهٔ تورنت‌هایی که کاربران را قادر به دریافت اقلام دارای حق تکثیر بود را حذف کردند.